# Provinciale weg 387
De provinciale weg 387 (N387) is een provinciale weg in de Nederlandse provincie Groningen, die volledig op het grondgebied van de gemeente Midden-Groningen ligt. De weg vormt een verbinding tussen de A7 bij Hoogezand en de N33 bij Siddeburen. Na Siddeburen gaat de weg over in de N987 richting Wagenborgen.
De N387 is grotendeels - tussen Kolham en Siddeburen - aangelegd op het tracé van de vroegere Woldjerspoorweg. De weg is uitgevoerd als tweestrooksweg en sinds 2006 gecategoriseerd als stroomweg (autoweg) met een maximumsnelheid van 100 km/h. Over de gehele lengte draagt de weg de naam Provincialeweg.
Tot de invoering van de Wet herverdeling wegenbeheer op 1 januari 1993 was de weg ten behoeve van het secundaire wegenplan van de provincie Groningen administratief genummerd als S8. Sinds 1993 is dit nummer vervallen en kreeg de weg ook administratief het nummer N387.

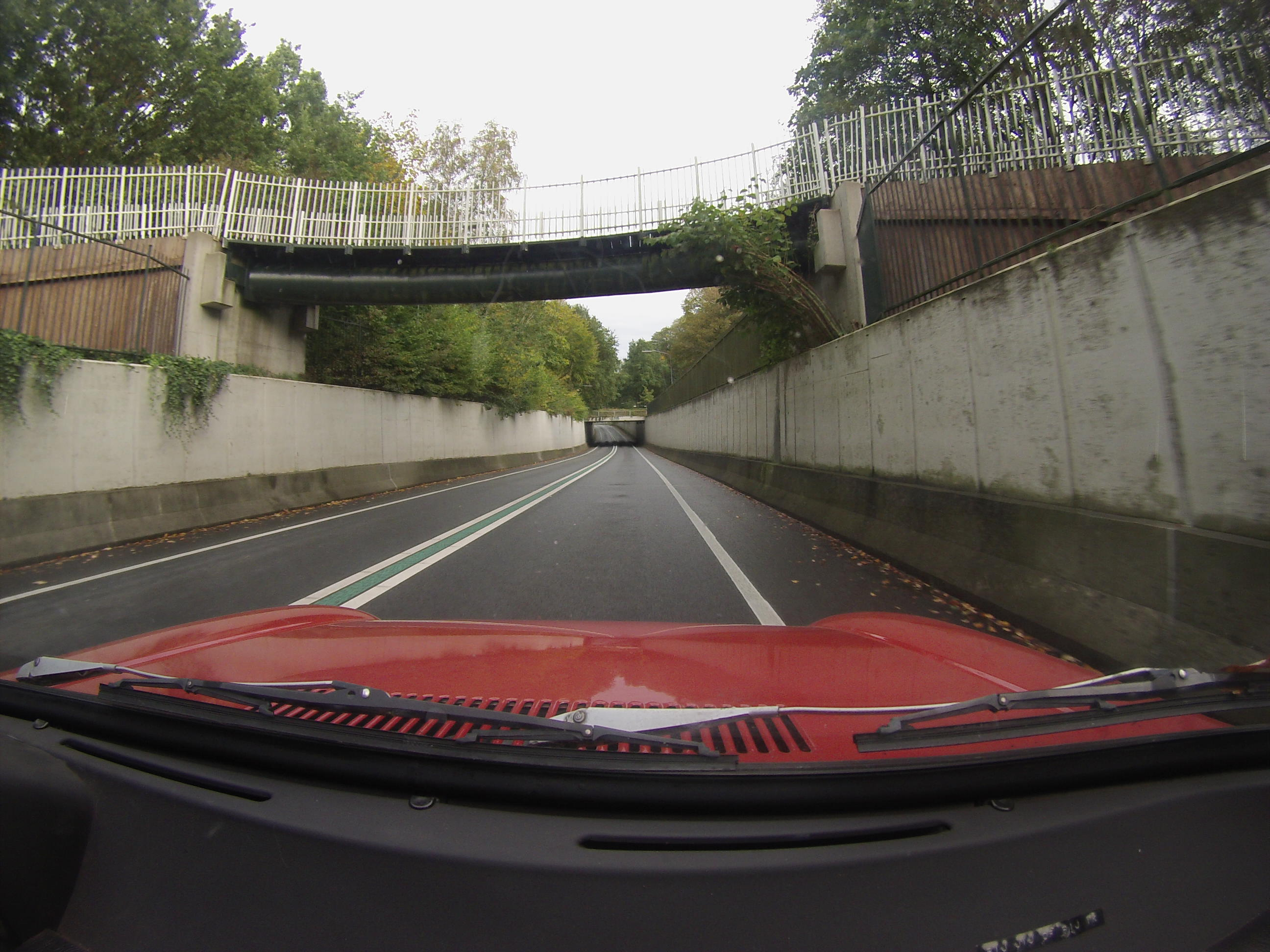
De provinciale weg 387 bij de tunnel te Slochteren
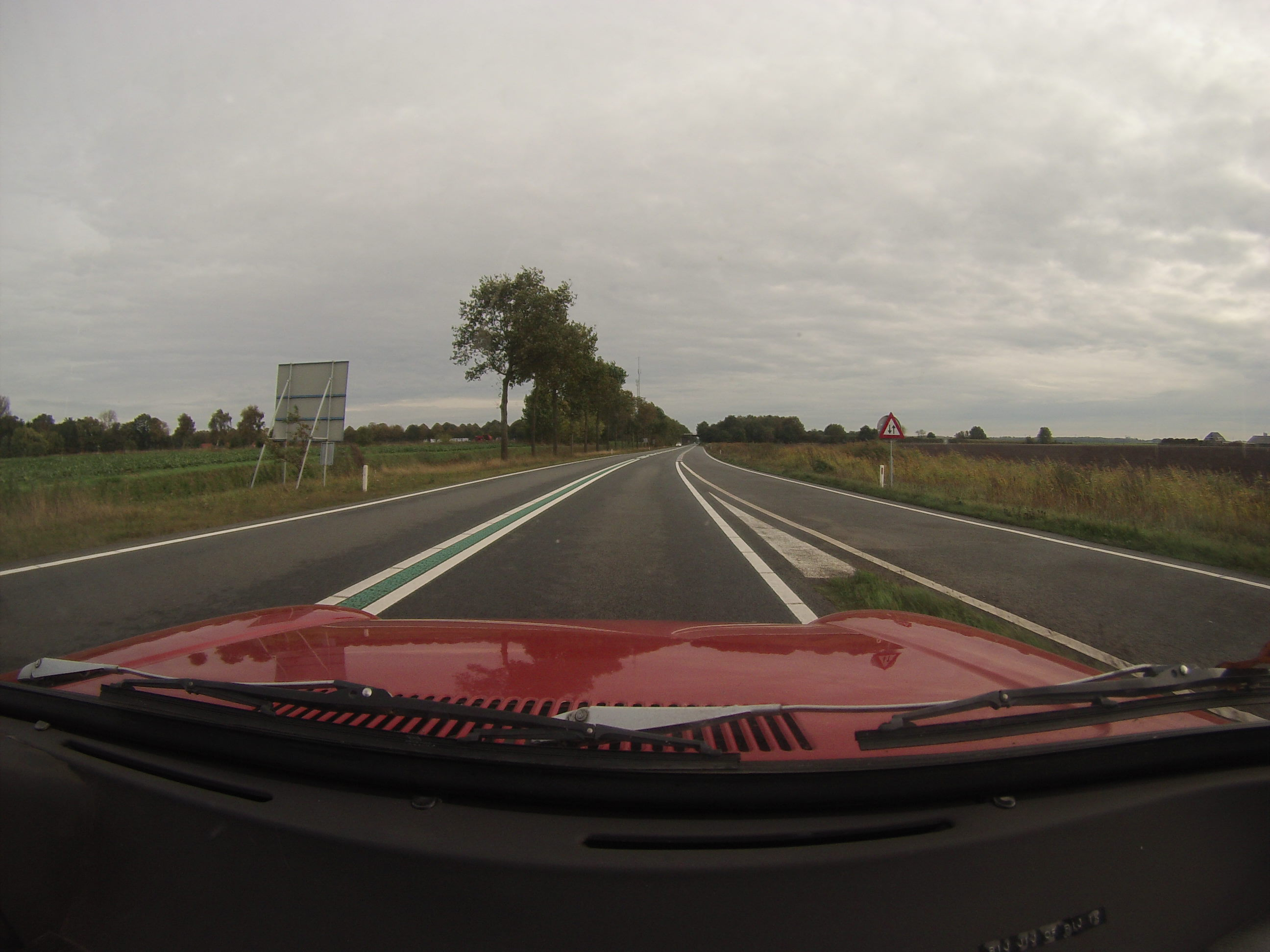
De provinciale weg 387 te Schildwolde
- Rit over de N387 van Kolham naar Siddeburen met daarin de plaatsen van de voormalige stations en stopplaatsen van de Woldjerspoorweg aangegeven

N34 · N46 · N351 · N353 · N354 · N355 · N356 · N357 · N358 · N359 · N360 · N361 · N362 · N363 · N364 · N365 · N366 · N367 · N368 · N369 · N370 · N371 · N372 · N373 · N374 · N375 · N376 · N377 · N378 · N379 · N380 · N381 · N382 · N383 · N384 · N385 · N386 · N387 · N388 · N390 · N391 · N392 · N393 · N398

N851 · N852 · N853 · N854 · N855 · N856 · N857 · N858 · N860 · N861 · N862 · N863 · N865 · N910 · N913 · N917 · N918 · N919 · N924 · N927 · N928 · N962 · N963 · N964 · N966 · N967 · N969 · N972 · N973 · N974 · N975 · N976 · N977 · N978 · N979 · N980 · N981 · N982 · N983 · N984 · N985 · N986 · N987 · N988 · N989 · N990 · N991 · N992 · N993 · N994 · N995 · N996 · N997 · N998 · N999

Cursief vermelde wegen zijn voormalige provinciale wegen.